# Clostera lentisignata
Clostera lentisignata är en fjärilsart som beskrevs av George Francis Hampson 1910. Clostera lentisignata ingår i släktet Clostera och familjen tandspinnare. Inga underarter finns listade i Catalogue of Life.